# CA San Isidro

CA San Isidro is een Argentijnse sportclub uit San Isidro. De club is het meest bekend voor zijn afdeling rugby union maar is ook actief in andere sporten.

## Geschiedenis
Begin 1902 werd door enkele jongeren Club de Foot-ball San Isidro opgericht. In mei van dat jaar werd San Isidro Athletic Club gesticht door Britse migranten. Beide clubs fuseerden in oktober 1902 tot Club Atlético San Isidro. De club speelde van 1903 tot 1931 in de hoogste amateurafdeling. De club werd drie keer vicekampioen en won enkele bekers. Na de invoering van het professionalisme trok de club zijn team terug. 
In 1908 werd ook een rugby-afdeling opgericht, die in 1911 weer stopte. In 1916 werd deze afdeling heropgericht en met succes, de volgende jaren domineerde de club de rugbycompetitie. Met meer dan 30 landstitels is het zelfs de meest succesvolle club van het land. 

## Tenues

### Voetbal
| 1902–03 | 1903–09 | 1909–31 |

### Rugby
| 1907–11 | 1916–17 | 1918–heden |